# Accord sur le stress au travail
L'accord sur le stress au travail est un accord interprofessionnel signé au niveau européen en 2004.

## Le stress au travail
Le stress au travail, au-delà d'un certain seuil, est une source de mal-être, de pathologies, voire de mort: c'est notamment une cause d'augmentation du risque d'infarctus du myocarde, confirmé en 2012 après suivi de près de 200 000 travailleurs européens. Cette étude a conclu à une augmentation de 23 % du risque d’infarctus en cas d’exposition à un stress au travail (par rapport aux personnes non exposées). 

## Terminologie
- Accord sur le stress au travail
- Accord national interprofessionnel sur le stress au travail
- ANI
- ANISAT

## Historique
Les partenaires sociaux européens signent en 2004 un accord sur le stress au travail.
En France, la transcription de cet accord dans le droit français a été réalisée en passant par la négociation entre les partenaires sociaux (Medef, CGPME, UPA, CFDT, CFE-CGC, CFTC, FO et CGT).
Les grandes dates pour cet accord :
- 2 juillet 2008 : conclusion de l'accord
- 24 novembre 2008 : signature de l'accord
- 23 avril 2009 : extension de l'accord par le Gouvernement Français
- 6 mai 2009 : publication de l'extension dans le Journal Officiel
- 9 octobre 2009 : à l’occasion du Conseil d’Orientation sur les Conditions de travail du 9 octobre 2009, Xavier Darcos a souhaité accélérer le processus de transposition de l’accord national interprofessionnel sur le stress du 2 juillet 2008 au niveau le plus opérationnel, celui des entreprises, en invitant ces dernières, lorsque leur effectif dépasse 1000 salariés, à engager des négociations, un diagnostic et/ou un plan d’action au plus tard le 1er février 2010. Le Ministre entend inviter les entreprises dans un mode "name and shame" : la liste des bons et des mauvais élèves sera publiée à l'issue du délai imparti.
- 18 février 2010 : sur la foi du renseignement par les entreprises de leur avancement sur ces négociations, le Ministère publie sur le site www.travailler-mieux.gouv.fr une liste verte (entreprises ayant conclu un accord), une liste orange (entreprises ayant engagé des négociations) et une liste rouge (entreprises n'ayant rien entrepris ou n'ayant pas fait de retour au Ministère de leur avancement). Les listes orange et rouge sont supprimées du site au bout de 24 heures. Le site internet patrons-voyous.fr a conservé la liste rouge[2].

## Contenu de l'accord
Cet accord est intitulé "Accord National Interprofessionnel sur le Stress au Travail"
Voici en quelques mots les grandes lignes de cet accord :
- L’employeur est responsable de protéger la santé mentale des salariés de l’entreprise au même titre que la santé physique
- Les salariés ont obligation de se conformer aux mesures de protection déterminées par l’employeur
- Toute entreprise est susceptible d’être affectée par le stress au travail, quelle que soit sa taille, son type d’activité, le type de contrat (ce qui ne veut pas dire que toutes les entreprises sont touchées).
- Une description du stress en général et du stress au travail est donnée en précisant que le stress vécu au travail ne trouve pas forcément son origine dans l’entreprise.
- L’objet de l’accord est de fournir un cadre pour traiter le stress du travail (prévenir, éviter, détecter, faire face), de participer à la prise de conscience par tous les acteurs des impacts économiques et sociaux.
- L’accord ne donne pas de liste exhaustive d’indicateurs permettant d’identifier une situation de stress au travail dans l'entreprise mais donne quelques pistes : absentéisme, turn-over, accidents du travail et maladies professionnelles, plaintes et conflits personnels, actes de violence sur soi ou sur les autres et augmentation significatives de visites spontanées au service médical.
- L’accord fournit quelques pistes également sur les points à analyser en cas d’identification de situation de stress au travail dans les domaines suivants : contenu et organisation du travail, environnement de travail, communication et en dernier lieu, les facteurs subjectifs.
- Tout problème détecté doit donner lieu à des actions en vue de l’éliminer voire de le réduire. Mais selon la logique classique qu’il vaut mieux prévenir que guérir, l’accord insiste sur la prévention en la matière.
- Il est clairement précisé que le médecin du travail est une ressource pour identifier les problèmes de stress au travail en rappelant que le salarié est protégé par le secret médical.
- Les actions sont à entreprendre sous la responsabilité de l’employeur en concertation avec les représentants des salariés ou à défaut avec les salariés eux-mêmes. Lorsque l'entreprise comporte un CHSCT, ce dernier doit être naturellement associé. L’employeur peut s’appuyer sur des experts extérieurs si nécessaire.

Cet accord ne traite pas des sujets de harcèlement et de violence au travail qui font l’objet d’un autre accord en cours de transposition d’un autre accord européen, lui aussi signé en 2007.